# Cerámica minoica

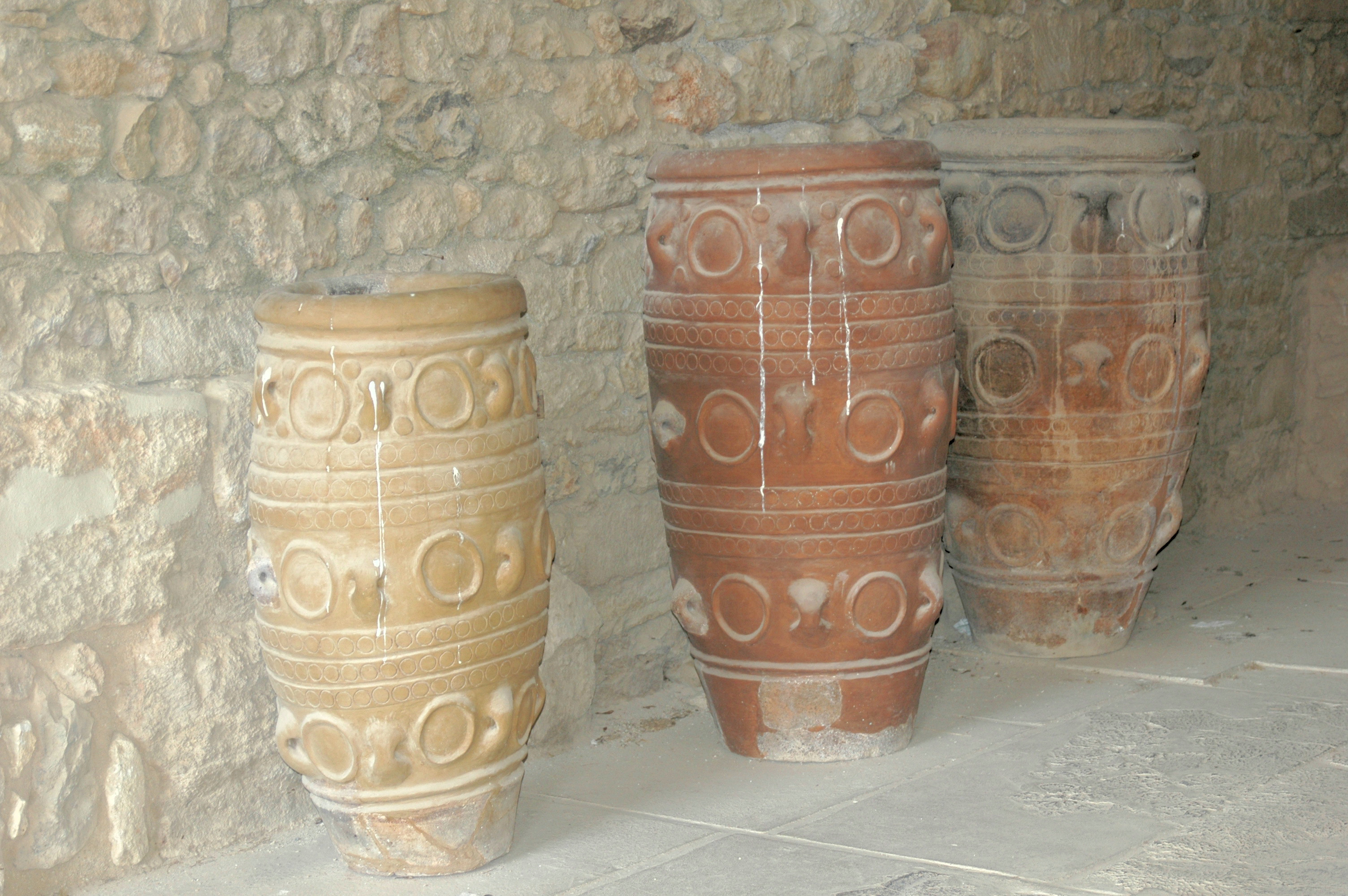
"Pithoi medallón", o tinajas de almacenamiento, en el palacio de Cnosos. Llamadas así por los discos en relieve con forma de medallones; datan del Minoico Medio III/Minoico Final IA.

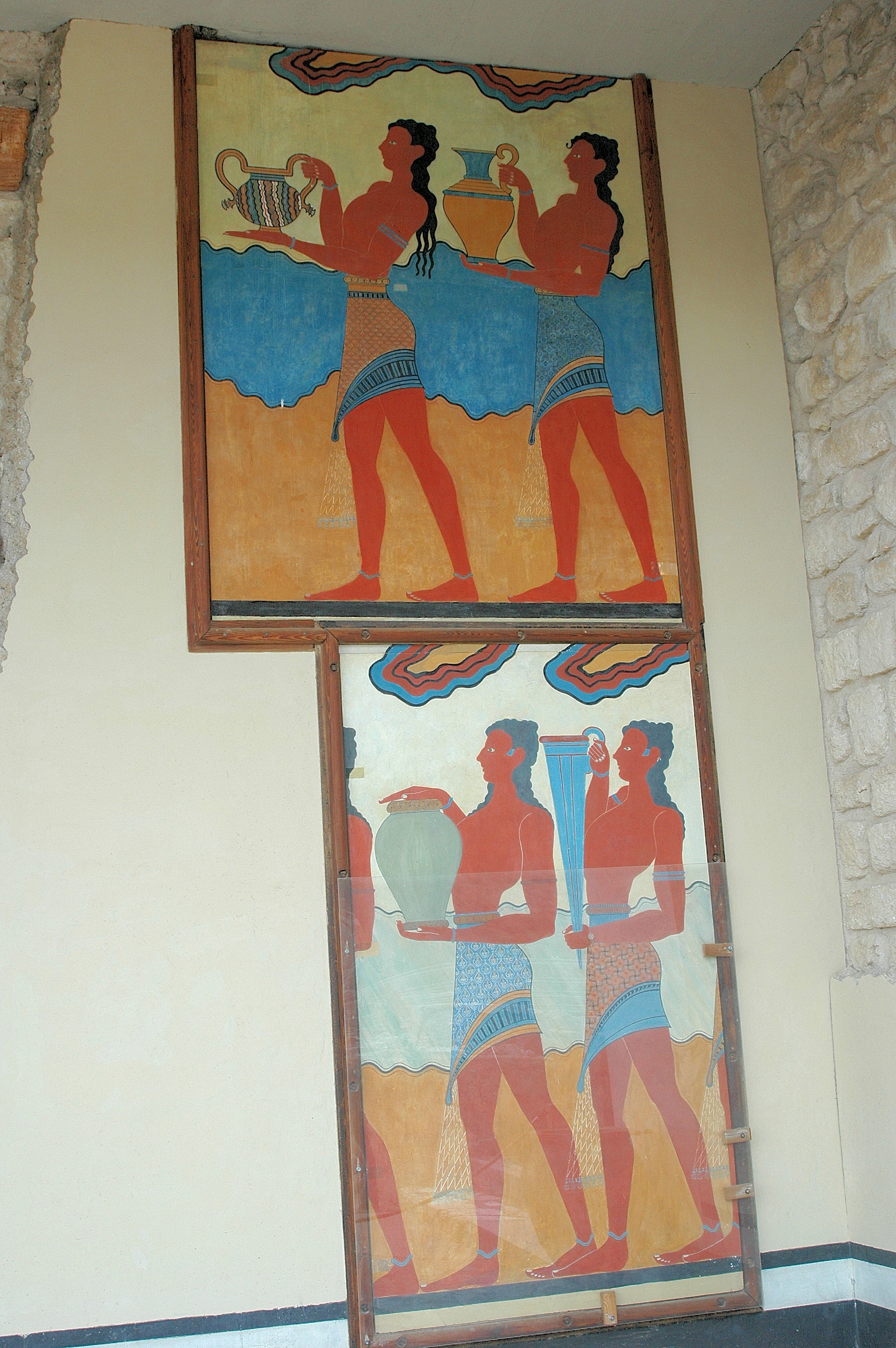
Friso restaurado de Cnosos mostrando cerámica minoica. Aunque el ritón (vaso cónico) parece esteatita, el resto es probablemente de cerámica.

La Cerámica minoica es más que una útil herramienta para datar la civilización minoica. Su rápida secuencia de estilos artísticos revela el placer en la novedad, y además ayuda a los arqueólogos a asignar las fechas relativas de los estratos arqueológicos. Vasos conteniendo aceites y ungüentos, exportados desde siglo XVIII a. C. de Creta, han sido encontrados en sitios de las islas egeas y el continente griego, en Chipre, a lo largo de la costa de Siria y en Egipto, mostrando los altos contactos comerciales con los minoicos. La excelente cerámica llamada de Kamarés y la del Minoico final estampada de «estilo marino» son los puntos álgidos de la cerámica minoica.

## Cronología tradicional
La cronología tradicional para datar la civilización minoica fue desarrollada por Sir Arthur Evans en los primeros años del siglo XX. Su terminología y la propuesta por Nikolaos Platon aún se usa en general y es la que aparece en este artículo.
Evans clasificó la cerámica según los cambios en su forma y estilo de decoración. Platon se concentró en la historia episódica del Palacio de Cnosos. En la actualidad existe un nuevo método todavía en pañales, el análisis de la estructura Archivado el 23 de julio de 2016 en Wayback Machine., que pone el énfasis en el análisis geológico de la arena y sobre todo de pedazos de cerámica no decorados como si fueran rocas. La clasificación resultante está basada en la composición de los trozos de cerámica.

## Minoico Antiguo

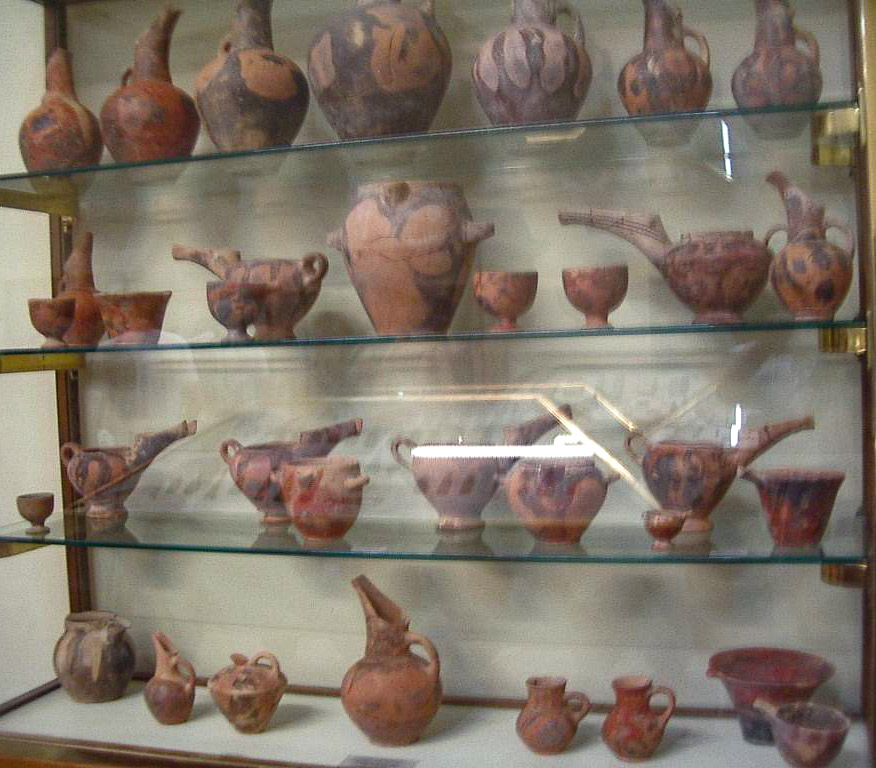
Estantería de cerámica del Minoico Antiguo, principalmente cerámica Vasilikí, Museo de Heraclión.

En general, el período se caracteriza por un gran número de artículos locales con frecuentes paralelismos o importaciones cicládicos, lo que sugiere una población de mestizaje étnico proveniente de varios emplazamientos en el Egeo oriental o incluso de origen más amplio.

### NF, MI I
La cerámica del Minoico Inicial hasta cierto punto continuó, y posiblemente evolucionó del Neolítico Final (NF) sin una grave ruptura. Muchos han sugerido que la civilización minoica evolucionó in situ y no fue importada del Este. Su otra característica principal es su variedad de sitio a sitio, lo cual es indicativo del localismo de las tradiciones sociales del Minoico Inicial (MI).
Estudios de la relación entre MI I y el NF han sido realizados principalmente en el Este de Creta. Allí el Neolítico Final tiene afinidad con las Cícladas, mientras ambos establecimientos del NF y MI I eran contemporáneos, con el MI I reemplazando gradualmente al NF. De las tres posibilidades, no inmigración, total reemplazamiento de nativos por inmigrantes, inmigrantes establecidos entre nativos, Hutchinson tiene la siguiente opinión:
《El periodo Neolítico en Creta no finaliza con una catástrofe; su cultura se desarrolló en la Edad del Bronce bajo la presión de la infiltración de relativamente pequeñas bandas de inmigrantes del sur y del este, donde el cobre y el bronce habían sido usados mucho tiempo》.

### Cerámica de Pirgos
Los tipos del Minoico Inicial incluyen la cerámica de Pirgos, también llamada cerámica estampada bruñida.
La etapa prepalacial de Creta, con nuevas gentes venidas de Asia Menor, presenta una cerámica que, en los primeros niveles del Minoico Inicial, reemplaza las formas neolíticas.
La forma más característica era la de cáliz de pie alto (cáliz «arkalochori»), en la cual una copa combinada con una forma de embudo podía ser colocada sobre una superficie firme sin derramarse, junto con vasos de dos asas y cuencos globulares con asas perforadas para permitir su suspensión mediante cuerdas.  Cuando el yacimiento de Pyrgos era un refugio de roca usado como osario, algunos barajan la hipótesis de un uso ceremonial. Este tipo de cerámica era negra, gris o marrón, de superficie bruñida y decoración también bruñida con algún tipo de líneas incisas grabadas, cruzadas o quebradas. Podría haber imitado la madera.

### Cerámica incisa
Otro tipo del MI I, es la cerámica incisa o ‘cerámica grabada’ y hecha a mano. Recipientes con la parte inferior redondeada, jarras oscuras bruñidas, copas bulbosas y cajitas tipo píxide con dibujos de línea grabados, verticales, horizontales o dibujos en espiga. Estos vasos, localizados en el norte y noreste de Creta (Agia Fotiá), parecen producidos después de la fase de Kampos de la cultura Grotta-Pelos del Cicládico Inicial I. y sometidos luego a importaciones o inmigraciones.

### Hagios Onouphrios, Lebena
A fines del MI I, otro estilo cerámico se extiende por toda la isla de Creta, es el denominado de cerámica de Hagios Onouphrios, por el yacimiento del mismo nombre situado en el centro de Creta.
Con un fondo de color crema, la decoración pintada forma series de líneas ocres o rojas paralelas y cruzadas. La forma más importante es la jarra de pico, además de las tazas, copas cónicas y cuencos. (Ejemplos 1, Ejemplos 2.) La cerámica llegó del norte y sur de la Creta central, hecha como la cerámica Lebena de los mismos tipos pero decorada con pintura blanca sobre fondo pintado de rojo. (Ejemplo). La última provino de las tumbas del MI I.

### Kumasa y Cerámica fina gris
En el MI IIA los diseños geométricos de la cerámica Kumasa parecen haberse desarrollado de la cerámica de Agios Onouphrios. Los diseños son en rojo o negro sobre fondo claro. Las formas son copas, cuencos y jarras. (Ejemplo: "Diosa de Mirtos").
Existen vasijas con siluetas de animales (principalmente toros) e incluso de figuras humanas, destacando las que aparecieron en los thóloi de Kumasa y tumbas de habitación de Mojlos. De esta última es también conocido el ritón en forma de mujer embarazada cuyos senos hacían las veces de pico vertedor, una burda representación de la fecundidad.
También desde el MI IIA están los pixis cilíndricos y esféricos llamados cerámica fina gris o cerámica gris, de superficie pulida con diagonales incisas, puntos, anillos y semicírculos. (Ejemplo)

### Cerámica Vasilikí
En el MI IIA y IIB la cerámica Vasilikí, llamadas así por el yacimiento minoico al este de Creta, estaba moteada con efectos vidriados, primitivos experimentos con el color, en alargadas jarras terminadas en picos semicirculares muestran los comienzos de la tradición de elegancia minoica (Ejemplos 1 Archivado el 25 de septiembre de 2016 en Wayback Machine., Ejemplos 2).
Esta cerámica con predominio de la forma llamada tetera, presentaba una superficie decorada a base de pintura roja y negra dispuesta en manchas o flameada, como también se la denomina. Este tratamiento parece que comenzó siendo accidental, por haber cocido las vasijas a fuego abierto. Pero después se realizó deliberadamente para producir este efecto ornamental.

### Cerámica del MI
Del periodo Hutchinson dice:
"... la característica más reseñable es la expansión de las ciudades de Creta central... a expensas de las ciudades cretenses del este..."
En la última breve transición (MI III), la cerámica en el este de Creta comienza a cubrirse de oscuro con decoración de líneas y espirales; los primeros motivos a cuadros aparecen; las primeras curvas en forma de pétalos y bandas de hojas aparecen, en Gournia (Walberg 1986). Rosetas y espirales aparecen a veces unidas a las bandas. Estos motivos son similares a los encontrados en los sellos. En el norte de Creta central, donde iba a surgir Cnosos, hay una pequeña similitud: el oscuro prevalece sobre luminosas bandas lineales; copas con pies comienzan a aparecer (Ejemplo).

## Minoico Medio
Del palacio de Cnosos y otros más pequeños como los de Festos, Malia y de otros lugares, Willetts dice:
"Estos grandes palacios eran elementos centrales de las ciudades importantes... Aparentemente, también fueron centros administrativos y religiosos para las regiones autónomas de la isla."
El surgimiento de la cultura de palacios, de los "viejos palacios" de Cnosos y Festos y de su nuevo tipo de sociedad urbanizada, centralizada con centros de redistribución requerían de más vasijas de almacenamiento, algunas de ellas con características especialmente prepraradas para cumplir una variedad de funciones. En los talleres de los palacios, la estandarización trajo mayor supervisión de las operaciones y el surgimiento de mercancías de élite, poniendo énfasis en el refinamiento y la creatividad, de esta manera, se diferenciaron las cerámicas de los palacios de aquellas de las provincias.
Las formas de las mejores cerámicas fueron diseñadas para vajillas.

### Kamarés, cerámica "cáscara de huevo"

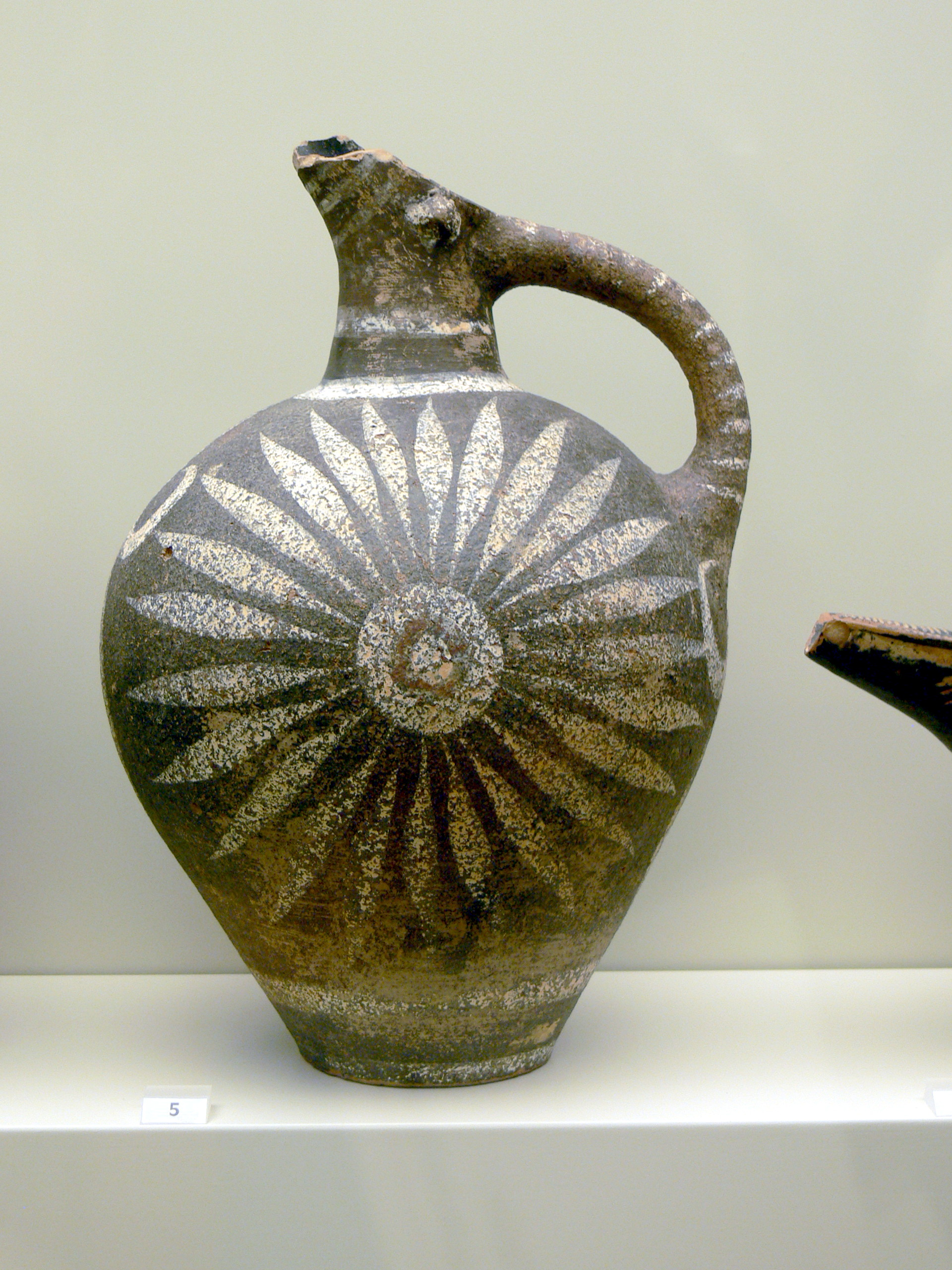
Vaso estilo Kamares, período de los Antiguos Palacios, 2100 a. C.-1700 a. C.

La cerámica de Kamarés o Camares fue llamada así por la cerámica encontrada en la cueva santuario de Kamarés en el Monte Ida en 1890. Es la primera cerámica policroma de la civilización minoica, aunque las primeras expresiones de decoración proto-Kamarés es anterior a la introducción del torno de alfarero.
Con arcilla más fina, trabajada en el torno, permite mayor precisión en las formas y bajo fondos oscuros brillantes, azules o negros, se decora con colores blanco, rojo, naranja, amarillo o pardo fluidos diseños florales, con motivos como rosetas, ondas, cruces potenzadas, esvásticas o espirales. Los diseños suelen ser repetitivos y generalmente, compuestos simétricamente. Comienzan aquí los temas naturalistas, con figuras de pulpos, crustáceos, lirios, azafranes o palmeras, todos muy estilizados. Toda la superficie del recipiente está densamente cubierta, y a veces, el espacio está dividido en bandas. Una variedad es la de cáscara de huevo (en inglés: egg shell pottery) por tener su cuerpo extremadamente delgado (Ejemplo 1).
Gisela Walberg en 1976 identificó cuatro etapas en la cerámica Kamarés, con un "estilo clásico de Kamares" situado en el período MMII, sobre todo en el complejo del palacio de Faistos. Se introdujeron nuevas formas, con motivos curvilíneos y radiantes. (Ejemplo con pie, Ejemplos de jarras, Ejemplos varios, Ejemplo de Faistos, Sello postal).

### Edad de la Eflorescencia
Durante el período MMIIB (Minoico Medio IIB), la utilización, cada vez mayor, de motivos extraídos de la naturaleza, anunció el declive y el fin del estilo Kamares. Se caracterizaba por diseños florales unidos entre sí que cubrían toda la superficie (Matz). En el período MMIII (Minoico Medio III) comenzó a aparecer el Estilo Estampado con diseños de temática vegetal. Esta fase fue reemplazada por escenas individuales de temática vegetal, que marca el inicio del Estilo Floral. Matz se refiere a ella como la "Edad de la Eflorescencia", que alcanzó su apogeo en el período LMIA (Minoico Reciente IA). (Algunos incluyen la cerámica Kamares en el estilo floral.)

## Minoico Reciente

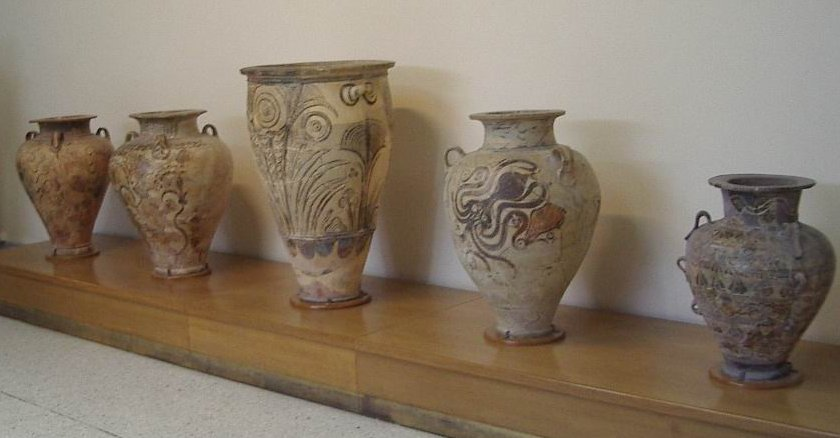
Estilos marino y floral.

El período LMI (Minoico Reciente I) marca el momento álgido de la influencia minoica en todo el sur del Egeo (Peloponeso, Cícladas, Dodecaneso y el suroeste de Anatolia). La cerámica del Minoico Reciente era ampliamente exportada y se ha encontrado en Chipre, Egipto y Micenas.

### Estilo marino
En el MFIB el estilo marino surge también; en este estilo, quizá inspirado en los frescos, la superficie entera del vaso era cubierta con criaturas marinas, pulpos, peces y delfines, contra un fondo de rocas, algas y esponjas. (Ejemplos 1, Ejemplos 2, Ejemplos 3, Ejemplos 4, Ejemplos 5) El estilo marino fue el último puramente minoico; hacia el final del MFIB, todos los palacios, excepto Cnosos, fueron violentamente destruidos y muchas de las villas y ciudades.

## Lecturas complementarias
- Betancourt, Philip P. The History of Minoan Pottery is a standard work.
- MacGillivray, J.A. 1998. Knossos: Pottery Groups of the Old Palace Period BSA Studies 5. (British School at Athens) ISBN 0-904887-32-4 Bryn Mawr Classical Review 2002
- Walberg, Gisela. 1986. Tradition and Innovation. Essays in Minoan Art (Mainz am Rhein: Verlag Philipp Von Zabern)
- Dartmouth College: Bibliography (see Pottery)
- Edey, Maitland A., Lost World of the Aegean, Time-Life Books, 1975

- Datos: Q1937490
- Multimedia: Minoan pottery / Q1937490